# Cremnophyton lanfrancoi
Cremnophyton es un género monotípico de  fanerógamas pertenecientes a la familia Amaranthaceae. Su única especie: Cremnophyton lanfrancoi, es originaria de Malta.

## Taxonomía
Cremnophyton lanfrancoi fue descrito por Brullo & Pavone  y publicado en Candollea 42(2): 622. 1987.
Sinonimia
- Atriplex lanfrancoi (Brullo & Pavone) G.Kadereit & Sukhor. Amer. J. Bot. 97(10): 1682. 2010 [Oct 2110] Basónimo.